# Los enviados
Los enviados és una sèrie web d'intriga i suspens mexicana, dirigida per Juan José Campanella, Hiromi Kamata, Martino Zaidelis i Camilo Antolini. És protagonitzada per Luis Gerardo Méndez, Miguel Ángel Silvestre, Irene Azuela i Miguel Rodarte. La sèrie es va estrenar mundialment el 12 de desembre de 2021 en Paramount+ Llatinoamèrica.
El primer capítol es va estrenar el 12 de desembre de 2021 en el servei de streaming.

## Sinopsi
Dos sacerdots de Congregació per a la Doctrina de la Fe del Vaticà arriben a San Acacio, un petit poble a Mèxic, com enviats. Aquests van amb l'objectiu de verificar una suposada curació miraculosa per part d'un altre sacerdot que desapareix de manera misteriosa.
Poc després arribar-hi, donen amb una comunitat psiquiàtrica als afores, que sembla amagar més d'un secret quant als miracles i desaparicions que allí esdevenen. Els religiosos temen així per les seves vides mentre la seva fe és portada a l'extrem.

## Repartiment

### Repartiment principal
- Luis Gerardo Méndez com Pedro Salinas
- Miguel Ángel Silvestre com Simón Antequera
- Irene Azuela com Adriana Cortés
- Miguel Rodarte com Federico Molina Reyes

### Repartiment recurrent
- Armando Espitia com Esteban
- Fernando Becerril com Monseñor Benavent
- José Sefami com Guillermo Prado
- Giovani Florido com Jerónimo
- Diana Lein com Valentina Blanco
- Assira Abbate com Emilia Graviano

## Episodis
| Temporada | Temporada | Episodis | Primer capítol         | Último capítol      |
| --------- | --------- | -------- | ---------------------- | ------------------- |
|           | 1         | 8        | 12 de desembre de 2021 | 16 de gener de 2022 |